# Batenburg

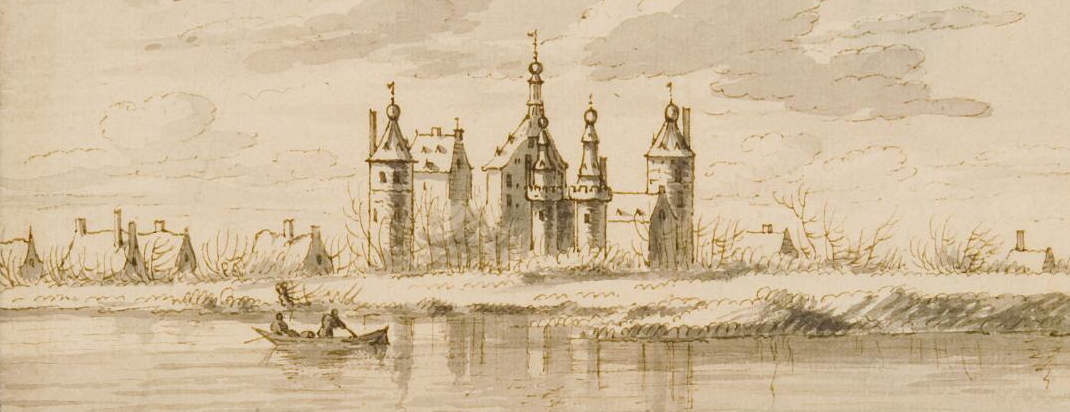
Batenburg in 1674.

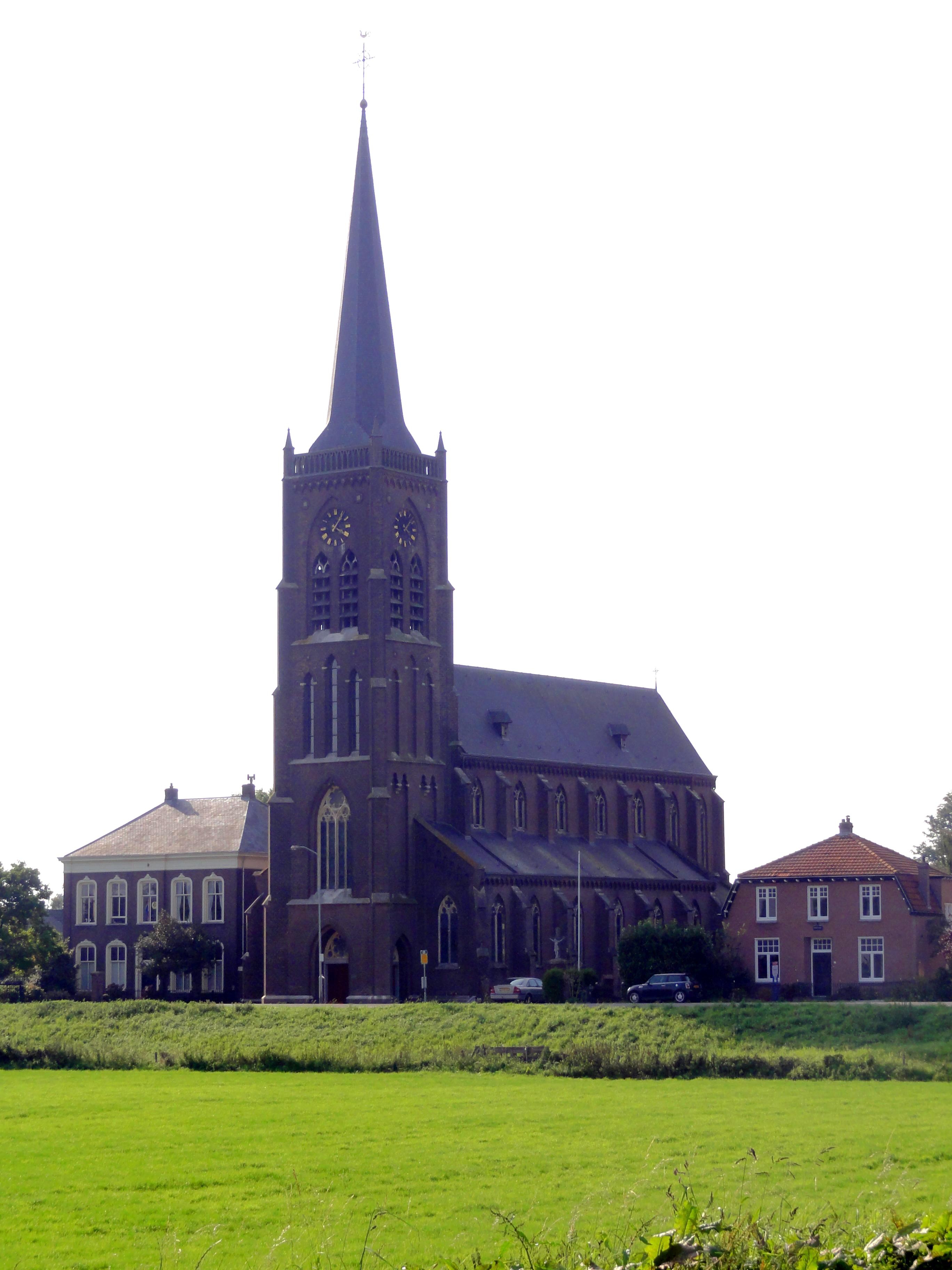
Sint-Victorkerk

Batenburg is een Nederlandse stad in het Land van Maas en Waal, behorend tot de Gelderse gemeente Wijchen. Het ligt westelijk van Wijchen aan de Maas. Batenburg telde op 1 januari 2023 slechts 660 inwoners en wordt daarom meestal geduid als dorp maar heeft een verleden als stad, zelfs een van de oudste van Gelderland. Het historische Batenburg met zijn kasteelruïne is een beschermd stadsgezicht.
Behalve de ruïne zijn er in Batenburg veel historische, veelal witgepleisterde boerderijen te zien, en een oude protestantse dorpskerk, die na verwoesting in de Tachtigjarige Oorlog gedeeltelijk werd herbouwd. Deze dorpskerk is, evenals de veel grotere neogotische Rooms-katholieke kerk ernaast, oorspronkelijk gewijd aan Sint Victor, de patroon van de korenmolenaars.
Ten oosten van het stadje staat een standerdmolen.

## Geschiedenis
Batenburg kreeg in 1349 stadsrechten. Aangenomen wordt dat het stadje ze rond het jaar 1000 ook al had gekregen. Het werd bestuurd door de machtige Heren van Batenburg, die alleen aan de Duitse keizer ondergeschikt waren, niet aan de hertog van Gelre, noch aan die van Brabant. Het kasteel, rond 1250 gebouwd op een motte, is sinds de Franse tijd een ruïne. De Heren van Batenburg (de laatsten waren de vorsten Van Bentheim-Steinfurt) bestuurden hun Gelderse bezit sindsdien op afstand. Er gebeurt in Batenburg in deze tijd niet veel bijzonders:
De vryheerlijkheid Batenburg op de Maes, in de Betuwe, gelegen, kwam reeds omtrent het einde der XIIIe eeuw in het bezit van het Huis van Bronckhorst. De geschiedenis dezer heerlijkheid levert weinig belang op: benevens eenige twisten van gansch plaetselyken aerd met naburige dynasten, versmelt zy zich geheel en al in de algemeene gebeurtenissen van Gelderland.
Batenburg sloeg in de Middeleeuwen tot aan het begin van de 17e eeuw zijn eigen munten, die overal in Europa werden nagemaakt, en vanwege hun slechte kwaliteit geen goede reputatie hadden. Aan de gevel van het Waaggebouw in Deventer hing eeuwen lang een koperen ketel uit 1434 waarin valsemunters levend in de olie werden gekookt. Dit overkwam onder anderen in 1434 de muntmeester van de heer van Batenburg op beschuldiging van valsmunterij. De gaten die te zien zijn in de ketel werden er in 1813 door schietgrage soldaten van het bezettende Napoleontische garnizoen in geschoten. Een recente controle wees uit dat het niet meer verantwoord was de koperen ketel buiten te laten hangen. Sinds 2017 is de ketel daarom verplaatst naar het voorportaal van de waag en daar vrijblijvend te bezichtigen. Maximiliaan van Bronckhorst-Batenburg-Steyn was de laatste heer met een eigen munt.
Batenburg moet van een hoge ouderdom zijn en zou mogelijk kunnen wedijveren met de leeftijd van Nijmegen. Rond het jaar 1000 moet Batenburg stadsrechten hebben verworven, echter op last van Gijsbert van Bronckhorst werden in het jaar 1440, op Bonifaciusdag, voor het laatst de poorten gesloten. Batenburg bezat twee stadspoorten, waarvan onbekend is waar de Maaspoort stond. In de 19e eeuw wordt melding gemaakt van zichtbare fundamenten van de Appelternsepoort bij hoog water als de grond losgespoeld is. Batenburg moet in oude tijden veel groter zijn geweest dan tegenwoordig. In de 14e of 15e eeuw werd het grootste deel echter door een enorme stadsbrand verwoest. Het verwoeste gedeelte werd nooit meer herbouwd. Tijdens de Tachtigjarige Oorlog moet het stadje wederom aan een verwoestende brand ten prooi zijn gevallen. Tot 1878 lag op het kruispunt van de Grotestraat/Kruisstraat een gerechtssteen, de "Blauwe Steen". Het was een dik blok van graniet van ongeveer 75 centimeter dik. Volgens overleveringen bond men tot circa 1800 de doodskist van personen die bij hun dood schulden nalieten, aan deze steen. Pas na het voldoen van de schuld kon de begrafenis plaatsvinden. Resten van deze steen liggen bij de ingang van het kerkhof aan het plein.
In de Franse tijd werd Batenburg een gemeente, die tot 1 januari 1984 zelfstandig was: toen werd Batenburg onderdeel van Wijchen. Deze gemeente voert sindsdien het Batenburgse stadswapen.

## Bezienswaardigheden
- Oude Sint-Victorkerk (Nederlands hervormd)
- Nieuwe Sint-Victorkerk (Rooms-katholiek)
- Ruïne Kasteel Batenburg
- Liendense Waard

## Galerij

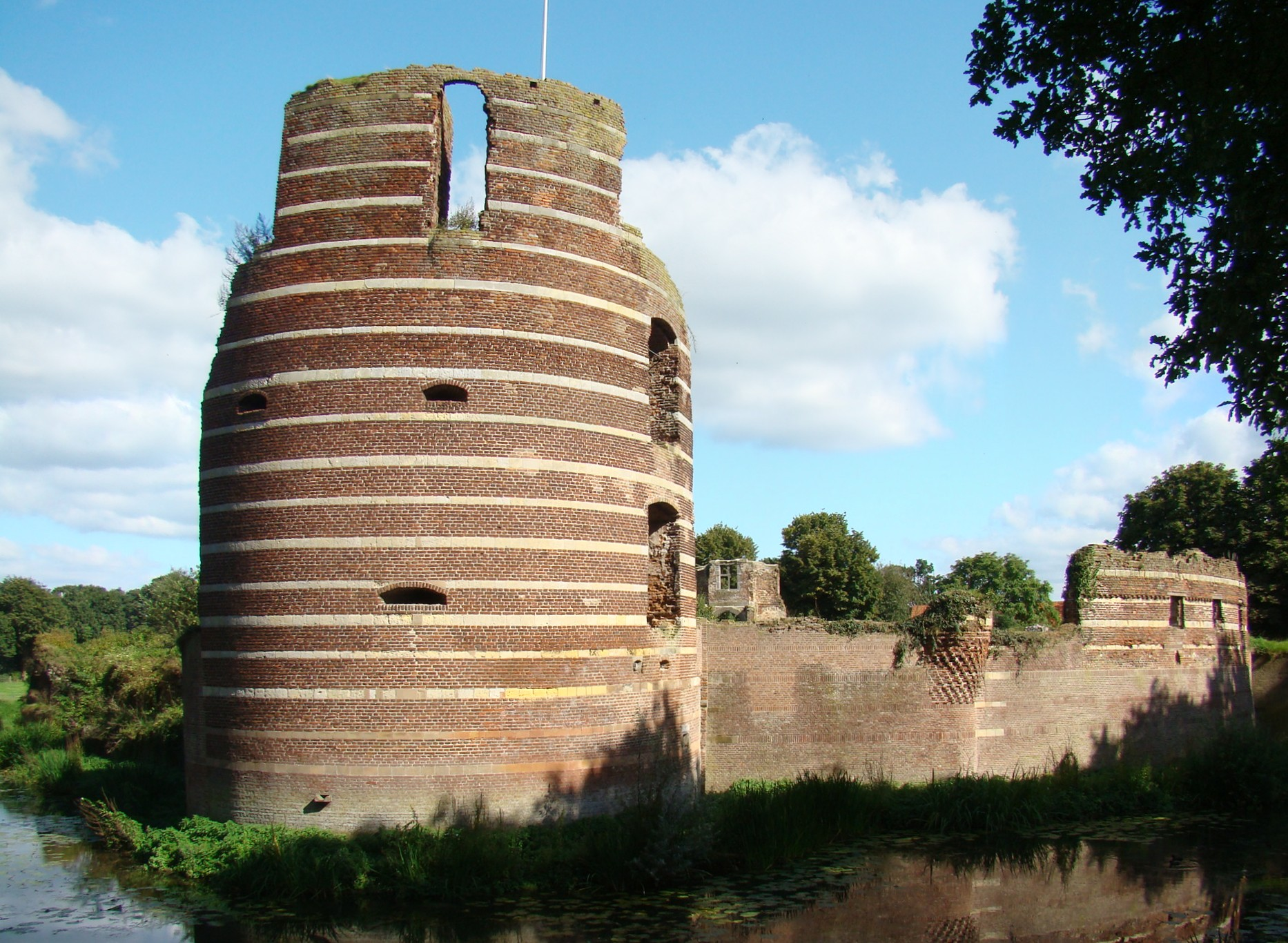
Kasteel Batenburg
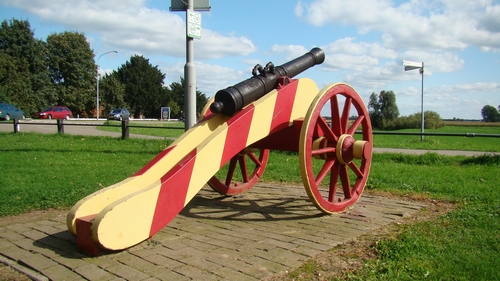
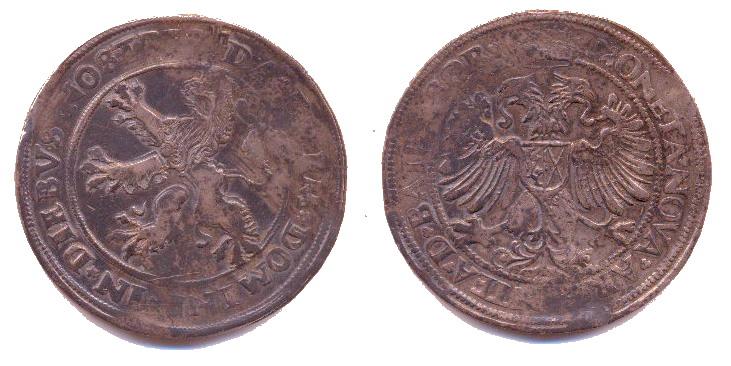
In Batenburg geslagen munt
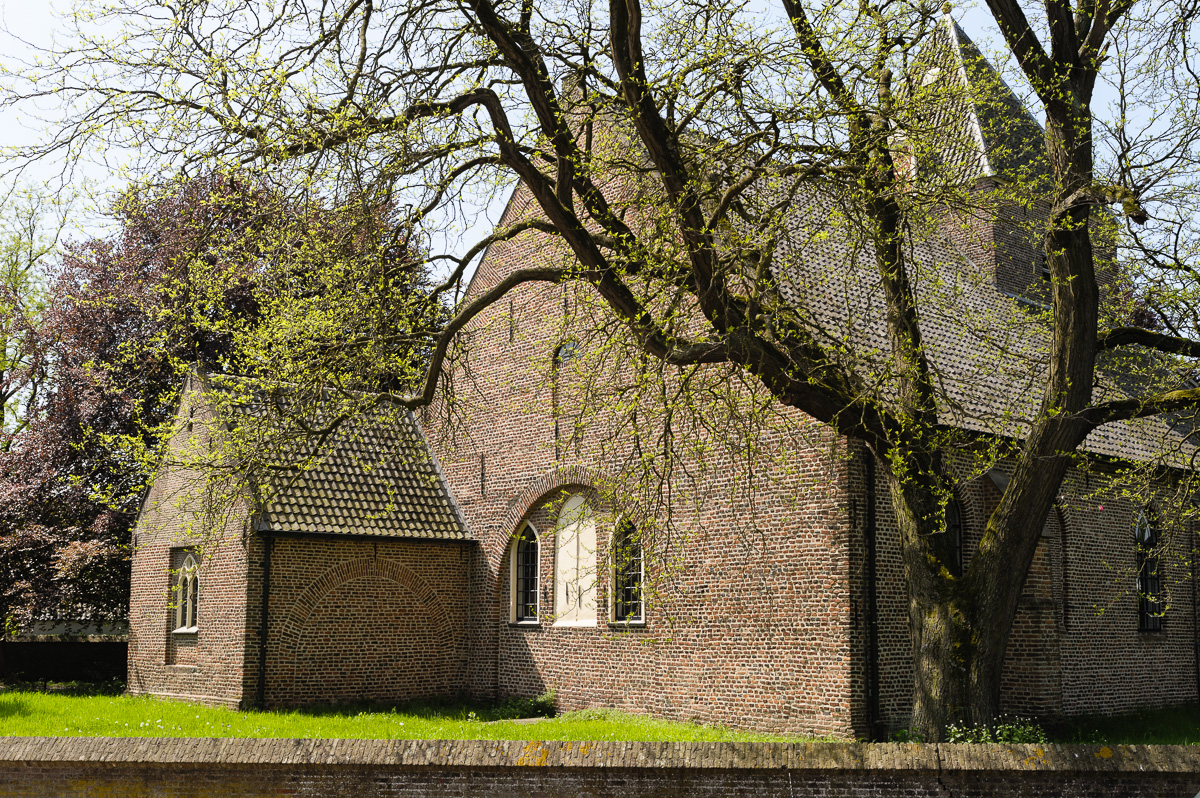
Oude of St Victorkerk, noordzijde
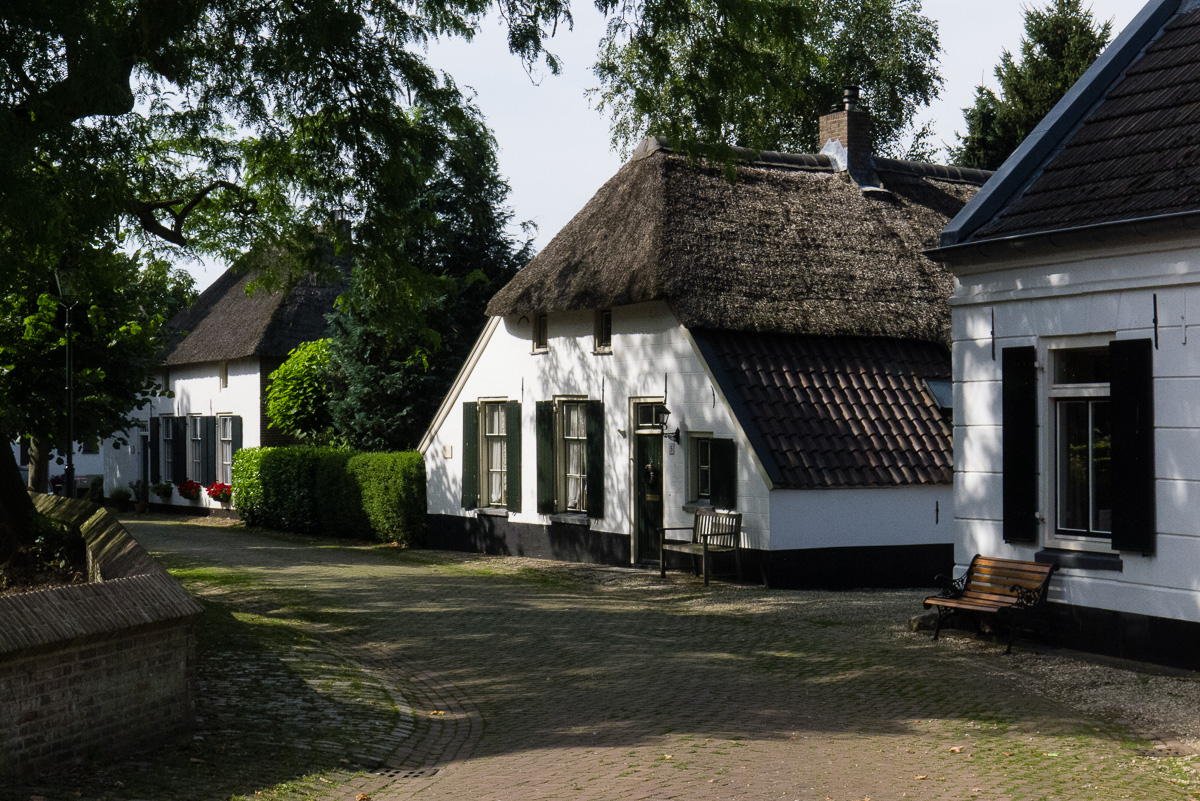
Kerkstraat Batenburg
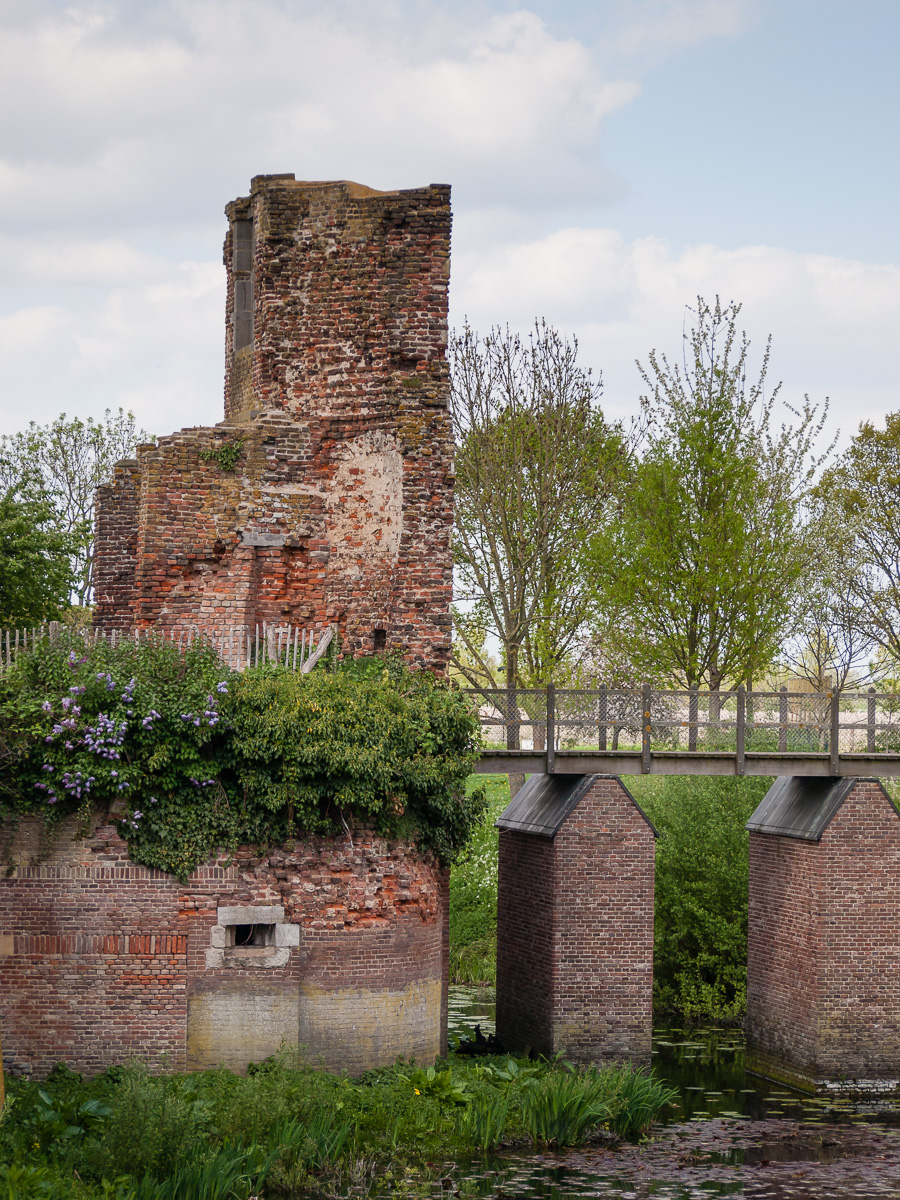
Ruïne van kasteel Batenburg
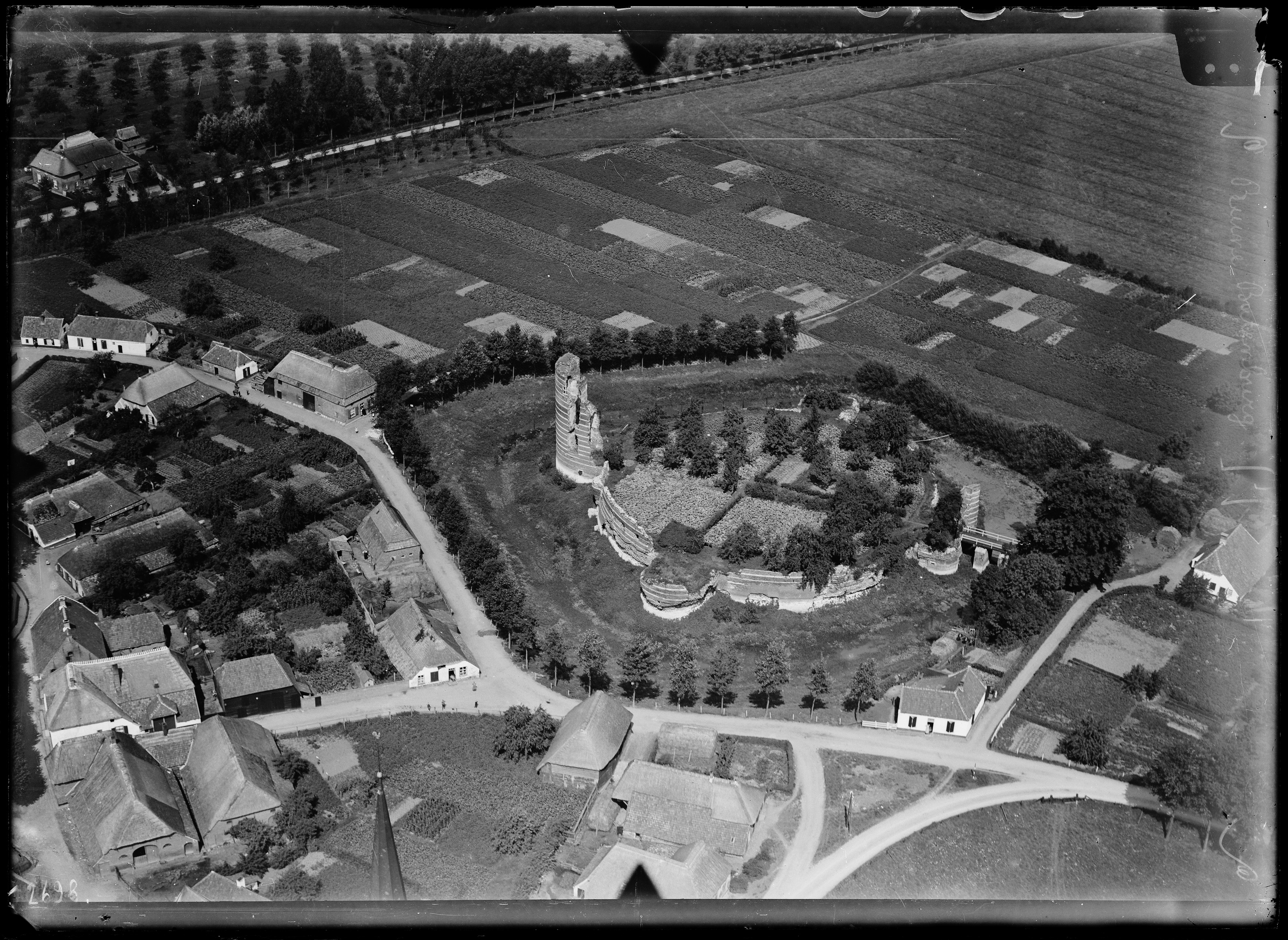
Luchtfoto van de ruïne, 1920-1940.
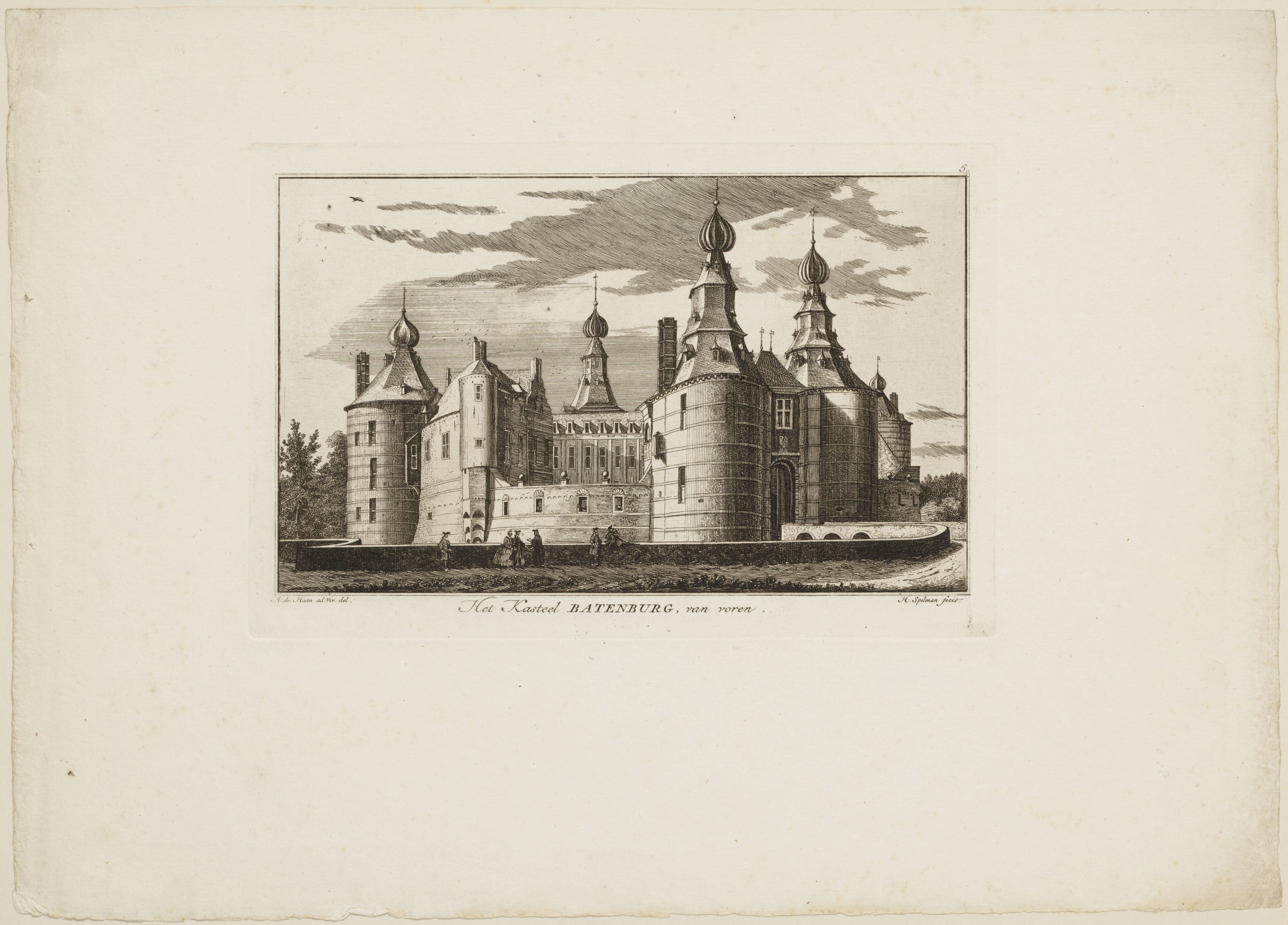
Batenburg- Batenburg, kasteel, gravure H. Spilman, Erfgoedcentrum Rozet GDC007000032